# Intelligenzija
Das Wort Intelligenzija (russisch интеллигенция) steht für die gesellschaftliche Kategorie der von Intellektuellen geprägten Berufsgruppen, vornehmlich in Russland bzw. der UdSSR. Abhängig von genaueren Begriffsabgrenzungen ergeben sich jedoch wesentliche Unterschiede des häufiger abwertend gebrauchten Begriffs Intelligenzler zu dem des Intellektuellen. Synonym werden der Ausdruck russische Intelligenz oder schlicht Intelligenz verwendet, auch die englische Transkription Intelligentsia wird manchmal in deutschen Texten benutzt.
Geprägt wurde der Begriff noch ohne negative Konnotation in den 1860er Jahren vom russischen Publizisten Pjotr Boborykin. Die Intelligenzija sei die gesellschaftliche Schicht von Menschen, die „klug, verständnisvoll, wissend, denkend und auf professionellem Niveau kreativ beschäftigt sind und zur Entwicklung und Verbreitung von Kultur beitragen.“ Nikolai Alexandrowitsch Berdjajew fasste den Begriff später wesentlich weiter, er rechnete auch Vertreter nicht gebildeter Schichten (wie z. B. des Bauerntums) zur Intelligenzija, sofern sie aktiv am öffentlichen Leben teilnahmen.
Unter den Bolschewiki war vor der Oktoberrevolution die Intelligenzija weit überproportional vertreten. Gemäß marxistischer Interpretation des Materialismus liegt dies daran, dass einige intellektuelle Vertreter des Kleinbürgertums im Vergleich zum Großbürgertum weit weniger zu verlieren haben und sich im Klassenkampf auf diejenige Seite stellen, die sie für die siegreiche halten, also die Arbeiterklasse.

## Bedeutungswandel
Nach dem Brockhaus-Lexikon hat der Begriff einen häufigen Bedeutungswandel erfahren. Zunächst bezeichnete er in Russland um 1860 die nicht zur Geistlichkeit gehörenden Gebildeten. Danach sei ein Bedeutungswechsel im Sinne der Bezeichnung von engagierten, oft staatsfeindlichen Intellektuellen eingetreten. In den Ostblockländern habe man später eine nichtkommunistische „alte“ und eine kommunistische „neue“ Intelligenzija unterschieden. Letztere sei wiederum nach funktionalen Aspekten als technische oder ökonomische Intelligenzschicht unterschieden worden. Oft sei sie beachtlich privilegiert worden. Sodann sei die russische Intelligenzschicht als Kritiker des kommunistischen Gesellschaftssystems hervorgetreten.
Nach der modernen Theorie des Nobelpreisträgers Vitaly Tepikin sind die soziologischen Merkmale, die den Intellektuellen einer bestimmten Gesellschaft innewohnen:
1) moralische Ideale, Sensibilität für den Nächsten, Takt und Weichheit in ihren Erscheinungsformen sind für ihre Zeit fortgeschritten;
2) aktive geistige Arbeit und kontinuierliche Selbsterziehung;
3) Patriotismus, der auf dem Glauben an sein Volk und der selbstlosen, unerschöpflichen Liebe zu einer kleinen und großen Heimat basiert;
4) die kreative Unermüdlichkeit aller Abteilungen der Intelligenz (und nicht nur ihres künstlerischen Teils, wie es von vielen angenommen wird), die Askese;
5) Unabhängigkeit, das Streben nach Freiheit der Meinungsäußerung und sich darin zu finden; 
6) kritische Haltung gegenüber der gegenwärtigen Macht, Verurteilung jeglicher Erscheinungsformen von Ungerechtigkeit, Antihumanismus, Antidemokratismus;
7) Treue zu ihren Gewissensüberzeugungen unter schwierigsten Bedingungen und sogar eine Neigung zur Selbstverleugnung;
8) eine mehrdeutige Wahrnehmung der Realität, die zu politischen Schwankungen und manchmal zu Konservatismus führt;
9) ein verschärftes Gefühl von Groll aufgrund von nicht Realisierbarkeit (real oder scheinbar), was manchmal zu größter Geschlossenheit des Intellektuellen führt;
10) periodische Missverständnisse, Ablehnung durch Vertreter verschiedener intellektueller Einheiten sowie einer Einheit, die durch Angriffe von Selbstsucht und Impulsivität verursacht werden (am häufigsten charakteristisch für die künstlerische Intelligenz).

## Soziologie
Intelligenz als Bezeichnung für die Gesamtheit aller Gebildeten wurde erstmals 1844 im Polnischen von Karol Libelt gebraucht, 1846 im Russischen von Wissarion Grigorjewitsch Belinski, im Deutschen später u. a. von Karl Kautsky, Karl Marx, Hugo Ball (Kritik der deutschen Intelligenz) und Adolf Hitler. Die „Intelligenz als soziale Schicht“ war bis 1990 fester Bestandteil eines kommunistisch geprägten Gesellschaftsverständnisses. In der DDR beispielsweise verstand man unter Intelligenz – auch „Geistesarbeiter“ oder „Geistesschaffende“ genannt – die Gesamtheit aller Personen mit einem Hochschul- oder Fachschulabschluss, dargestellt durch den Zirkel im Staatswappen der DDR. Die Intelligenz wurde nach offizieller Lehrmeinung in eine technische, medizinische, pädagogische, wissenschaftliche und künstlerische Gruppe unterteilt. In Westdeutschland, wo der Begriff ebenfalls weite Verbreitung fand, konkurriert Intelligenzia auch heute noch mit dem älteren Begriff „Intellektuelle“ bzw. mit „Akademiker“ oder erscheint als soziologischer Fachbegriff gar in der slawischen Form „Intelligentzija“.
In der Sowjetunion bestand die Intelligenzija typischerweise aus Ingenieuren, Lehrern und anderen Akademikern, deren Lebensumstände mit denen der Arbeiterklasse vergleichbar oder nur wenig besser waren.